# Гонконгский тайфун (1874)
Гонконгский тайфун 1874 года — стихийное бедствие, которое обрушилось на Британский Гонконг в ночь с 22 на 23 сентября 1874 года. Помимо колоссального материального ущерба, потеряли кров и пострадали несколько тысяч человек, что составляло существенную часть от тогдашнего населения Коронной колонии. Однако, несмотря общепринятое название «Гонконгский», наибольшее число жертв тайфуна пришлось не на сам Гонконг, а на близлежащие населённые пункты китайской провинции Гуандун и город-порт Макао, который в то время де-факто находился под контролем Португалии.
Гуандун
В провинции Гуандун во время урагана, по самым скромным оценкам, погибло более 10 тысяч человек, а по некоторым данным, число жертв достигло ста тысяч.
Гонконг
Тайфун обрушился на Гонконг с «беспрецедентной жестокостью»: во время двухчасового урагана не менее 2 тысяч человек жителей колонии погибли или получили травмы. Телеграфное сообщение с городом и близлежащими островами было на время прервано. Город понёс большой урон, дороги опустели и были завалены мусором, крыши домов разрушены, окна выбиты, стены обрушены, кабели и газовые трубы порваны ветром, многие деревья вырваны с корнем. В Ист-Пойнте в заливе Козуэй уровень воды быстро поднялся сразу на 4 фута. Сотни домов и магазинов даже вдали от набережной были затоплены или повреждены. Пострадала гавань переполненная сампанами, джонками, паромами, грузовыми судами, океанскими лайнерами, яхтами и военными кораблями, часть из них пострадала, а некоторые плавсредства затонули.
Королевская обсерватория Гонконга была создана лишь в 1883 году, а до этого времени в Гонконге не было собственной метеорологической службы, и многие капитаны укрывшие свои суда в бухте, ожидали шторма с другого направления и поэтому были застигнуты врасплох. Некоторые и вовсе проигнорировали сообщение об урагане, так как ранее в этом году было объявлено несколько ложных предупреждений о тайфунах. На следующее утро морской пейзаж с запада на восток был душераздирающим: перевернутые лодки, трупы, дрейфующие по волнам, а некоторые тела были выброшены на берег высокими приливами.
Макао
Небольшая португальская колония Макао пострадала от тайфуна больше, чем Гонконг. Здания вокруг Прайя-Гранде были разрушены, множество домов (порой целыми улицами) были уничтожены. Форт Форталеза-ду-Монте был повреждён: сорвана крыша и некоторые стены обрушились. Семинария и церковь Святого Иосифа были разрушены почти до основания, устояли лишь две стены. Во время урагана было уничтожено товаров на сумму 300 000 патак, наиболее дорогостоящими оказались чай и оливковое масло. По разным оценкам, в Макао погибло более 5 тысяч человек, а общий ущерб составил около 400 000 патак. Также во время шторма также было потоплено около 2000 кораблей (в основном небольших лодок). Сообщалось, что ущерб, причиненный колонии, был сильнее, чем ущерб Парижу во время Франко-прусской войны 1870—1871 годов — на то время одной из самых кровопролитных войн в истории человечества.
Но людей губила не только природа. Бразильский астроном Франсишку Антониу де Алмейда в своём письме описывает эпизод поджога и грабежа двух складов, на которых были убиты подданные португальской короны, за что двое китайских преступников были приговорены к смертной казни. Алмейда также цитирует английские газеты того времени, которые подсчитали, что в результате тайфуна погибло до восьми тысяч человек, многие из которых были испанскими семьями, бежавшими от Карлистских войн и первоначально направлявшимися на Филиппины.
Гонконгский тайфун 1874 года считается самым смертоносным в истории Португальского Макао.

## Фотогалерея (последствия тайфуна)
- Макао
- Макао
- Гонконг
- Гонконг